# Danza dels Turcs del Corpus Christi de Valencia
La danza dels Turcs, es una de las componentes del grupo de les Dansetes, nombre con el que se conocen a las danzas interpretadas por niños, que se realiza dentro de los actos de la festividad del Cospus Christi de la ciudad de Valencia. Esta danza, como el resto de danzas infantiles participa en la Cabalgata del Convite.

## Historia
Estas danzas no se interpretaron de forma continuada en los festejos del Corpus de Valencia, ya que éstos han tenido bastantes altibajos y cambios a lo largo de los más de seis siglos de historia. A los problemas organizativos se unieron ya entrado el siglo XIX problemas de conceptualización de la fiesta y su forma de vivirse, lo cual hizo que muchas de las danzas, las infantiles incluidas, dejaran de llevarse a cabo.
Además, la danza del turcs tiene, según los expertos, una datación relativamente temprana, dato que queda reforzado por el análisis de la música que la acompaña (música que aparece en los manuscritos de Mariano Baixauli sin cambios significativos respecto a la utilizada actualmente, pese a que hoy en día el ritmo sea un tanto diferente) y por el contenido simbólico de la danza (la rendición de los infieles ante el Santísimo Sacramento)
A estos cambios hay que añadir el problema que supuso el conflicto bélico del 36 para la realización de estos actos y la posterior revitalización. De esta forma, llegamos al año 1977 en el que se intenta volver a dar la riqueza folklórica a los actos de la festividad del Corpus de Valencia, que poco a poco había quedado reducida a su mínima expresión. Al hacerse la recuperación de la danza, los expertos que participaron en este proyecto cultural tuvieron que tomar decisiones que darían lugar a variaciones entre las danzas originales y las que vemos actualmente. Así ocurrió con la “danseta de turcs”, en este caso la variación vino por el uso de espadas, Fermín Pardo (uno de los principales responsables de la restauración de estos bailes) estructuró la danza combinando el roce de las espadas (como es usual en este tipo de danzas de espadas) con evoluciones típicas de danzas guerreras (como son medias vueltas y entrecruces) En otras figuras el choque de las espadas se combina con desplazamientos de los danzantes por parejas a los cuatro puntos que marcarían los cuatro palos de una cruz imaginaria.

## Descripción de la danza
Es una danza interpretada por nueve niños, ataviados con trajes que simulan ser turcos, ataviados con unas pequeñas espadas que hacen chocar mientras ejecutan sus movimientos, al modo de una danza de palos. Se considera una típica danza guerrera, que quizás recuerda las incursiones de los piratas en las costas valencianas.
Los ocho danzantes de este baile se colocan en dos filas de cuatro danzantes cada una, mientras que el noveno se queda en la cabecera de las filas como dirigiendo el combate; y a lo largo de toda la danza utilizaran un único paso, que además es común a todas las "dansetes" o danzas infantiles: primero con el pie derecho se golpea con fuerza el suelo al tiempo que el izquierdo queda en alto durante este golpe fuerte del derecho. A continuación el pie izquierdo camina pero utilizando la mitad de tiempo que cuando golpea fuertemente el suelo, acompañando el derecho con la misma rapidez al izquierdo en el desplazamiento. Se golpea fuertemente el suelo nuevamente, siendo esta vez el pie izquierdo el que lo hace, mientras que el derecho queda en el aire. Y nuevamente se produce el desplazamiento rápido de ambos pies.

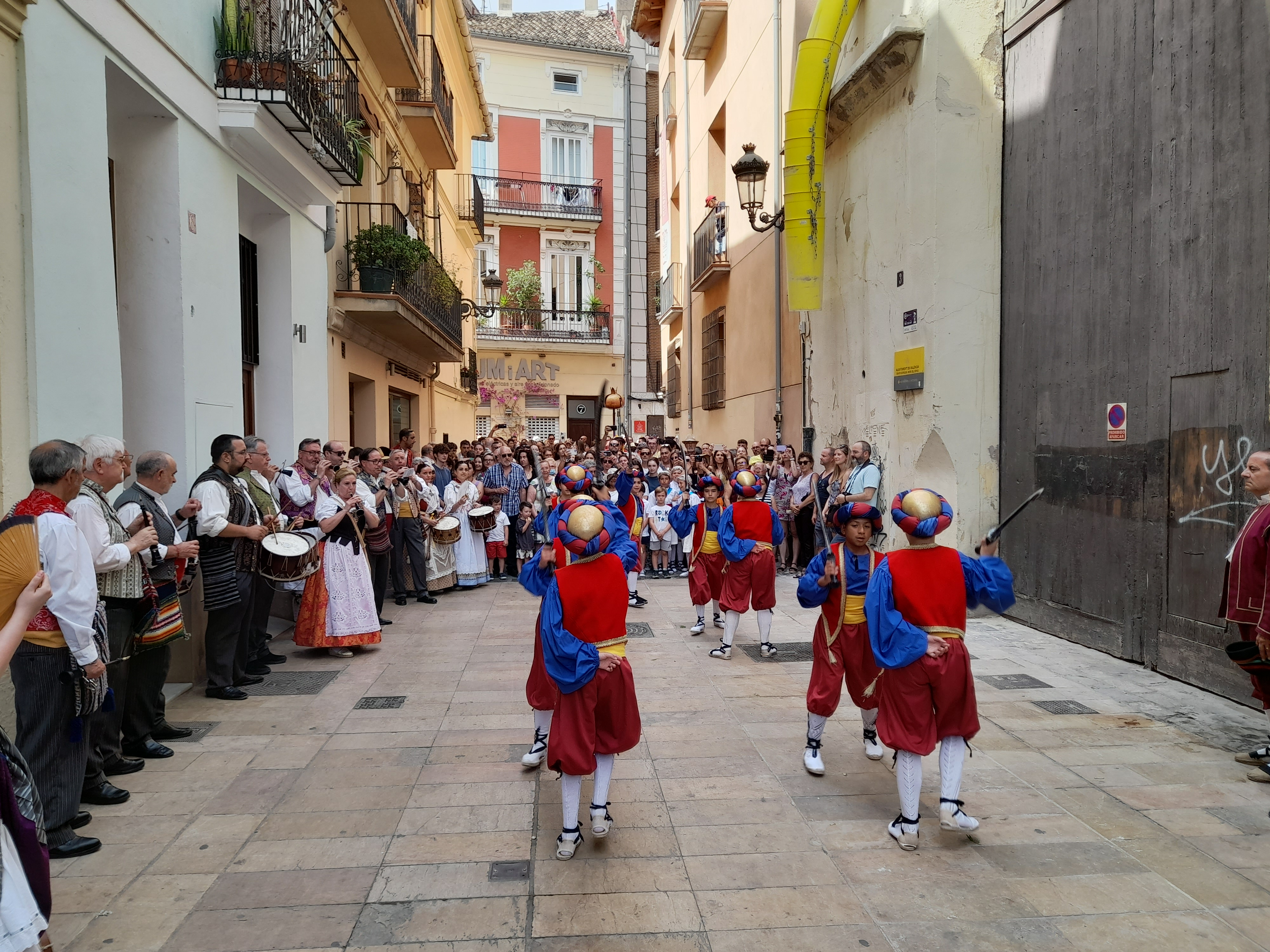
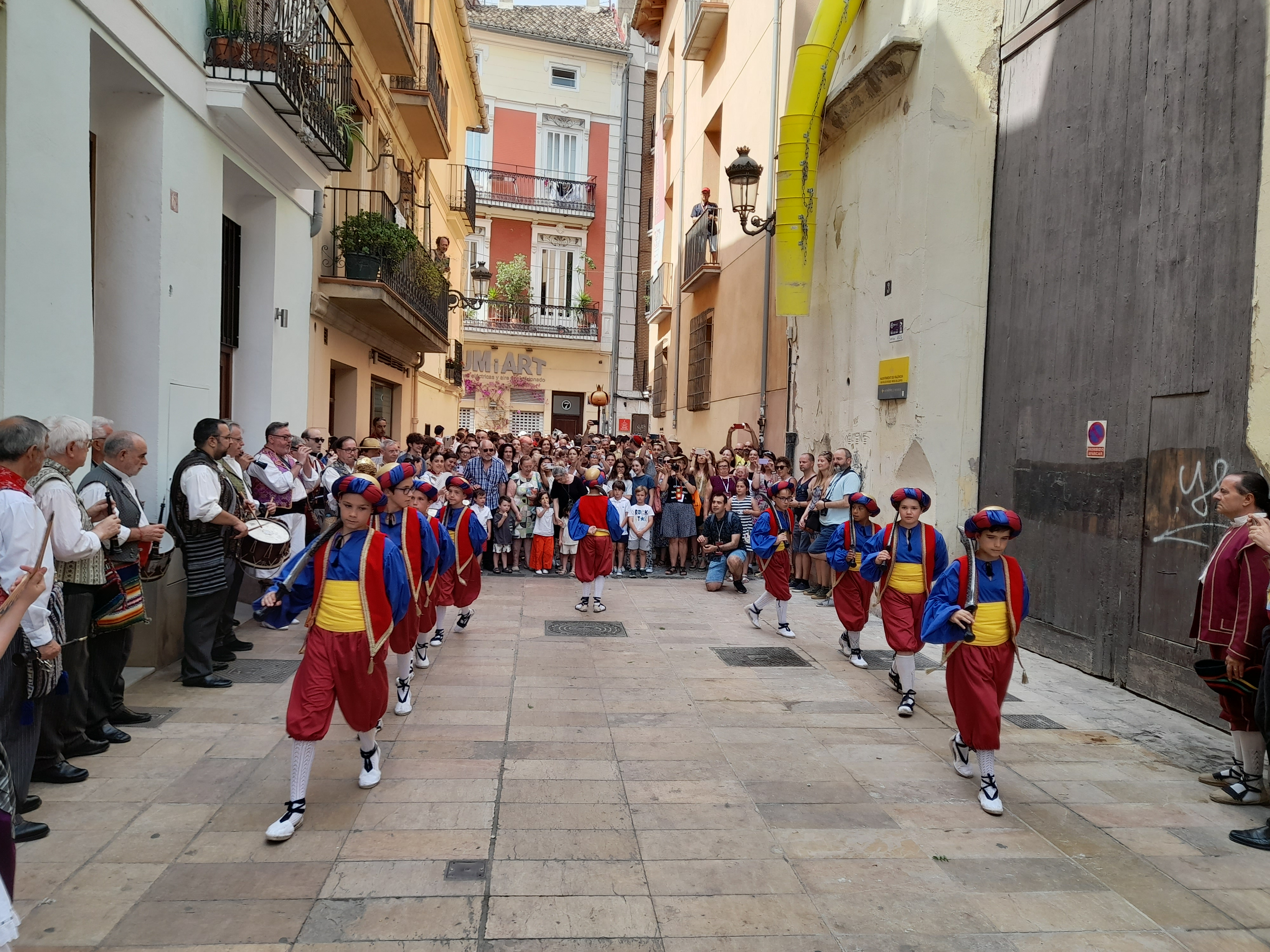
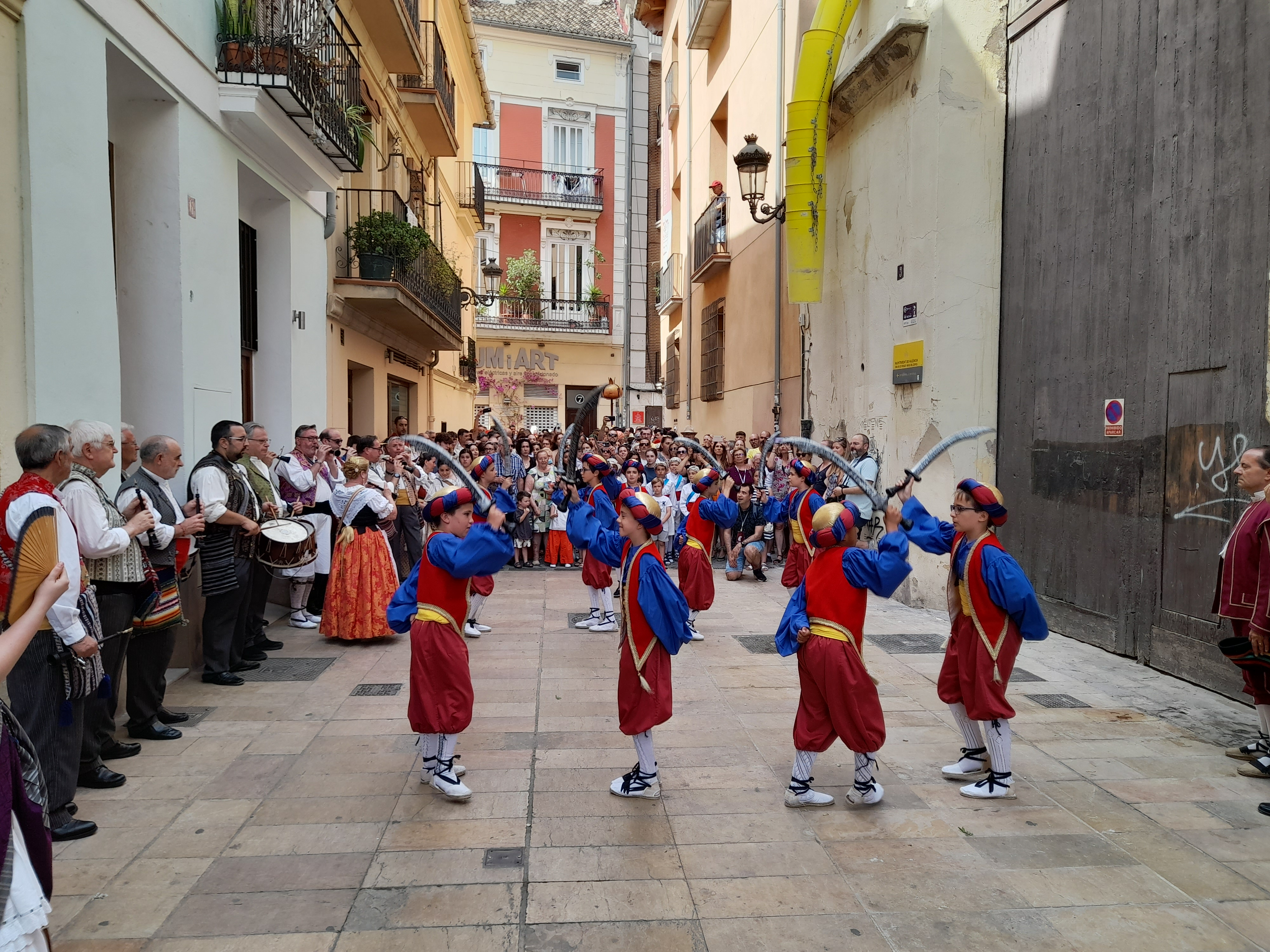
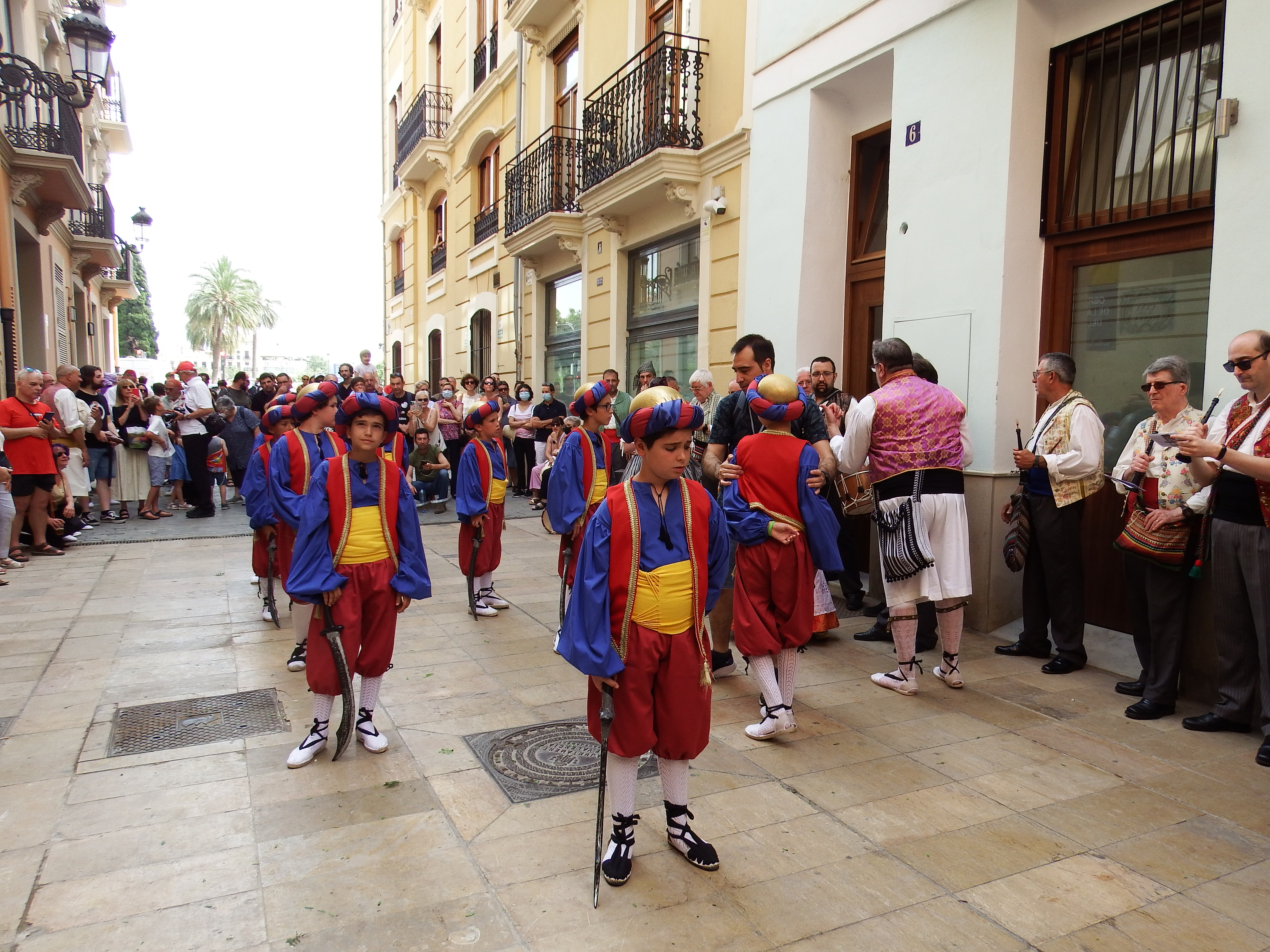
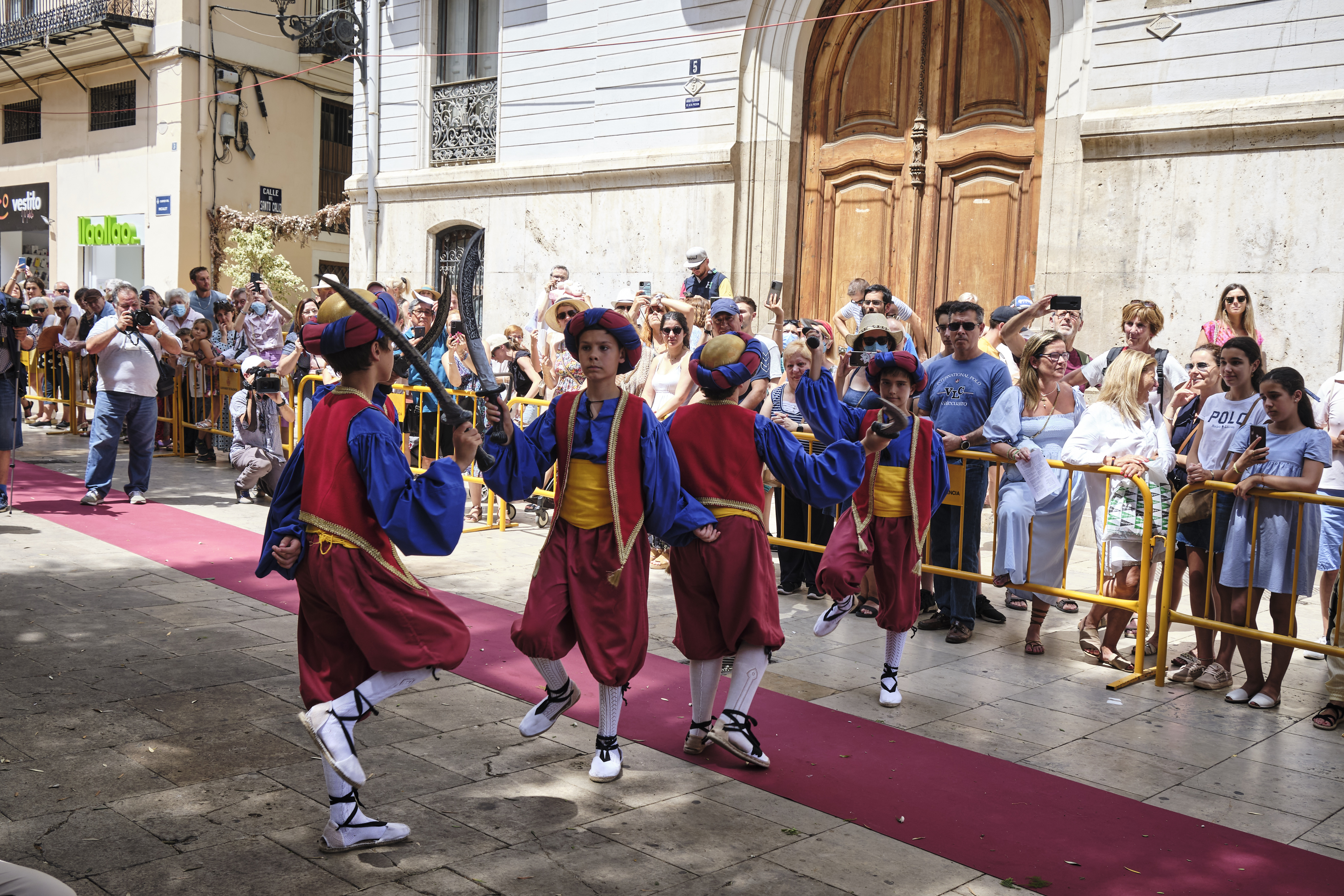